# Rhegmatorhina
Rhegmatorhina és un gènere d'ocells de la família dels tamnofílids (Thamnophilidae). Agrupa cinc espècies natives d'Amèrica del Sud, on es distribueixen per la conca de l'Amazones des del sud-est de Colòmbia fins a l'est del Perú i nord-oest de Bolívia i cap a l'orient fins a l'est de l'Amazònia brasilera.

## Descripció
Els formiguers d'aquest gènere són ocells especialitzats en el seguiment de les formigues legionàries i són dels més bonics de tota la família. Mesuren entre 14,5 i 17 cm de longitud i exhibeixen un inconfusible i ample anell periocular de pell nua. Són força rabassons, de cua curta i les plomes de la coroneta són força llargues, algunes vegades aixecades formant una cresta punxeguda o desordenada. Habiten al sotabosc de selves humides amazòniques de terra ferma, on les seves distribucions són enterament al·lopàtriques o parapàtriques.

## Taxonomia
El gènere va ser introduït per l'ornitòleg nord-americà Robert Ridgway el 1888 amb el formiguer ullnú (Rhegmatorhina gymnops) com a espècie tipus. El nom del gènere combina les paraules dels grec antic «rhēgma, rhēgmatos» per “fisura” i «rhis», rhinos» per “fosa nasal”.
Els estudis genètics indiquen que els gèneres Willisornis, Pithys, Phaenostictus, Phlegopsis, Gymnopithys i Rhegmatorhina formen un grup monofilètic de seguidors especialitzats de formigues legionàries (depenen dels eixams de formigues per alimentar-se dels insectes i altres artròpodes de la fullaraca). Aquest grup va ser anomenat «clade Pithys», dins una tribu Pithyini. Dins aquest grup, el present gènere i Gymnopithys són considerats gèneres germans.
Segons la Classificació del Congrés Ornitològic Internacional (versió 14.2, 2024) aquest gènere està format per cinc espècies:
- Rhegmatorhina gymnops - formiguer ullnú.
- Rhegmatorhina berlepschi - formiguer arlequinat.
- Rhegmatorhina hoffmannsi - formiguer pitblanc.
- Rhegmatorhina cristata - formiguer crestabrú.
- Rhegmatorhina melanosticta - formiguer crestapelut.